# Suzuki 650 Katana
La GSX 650 GX, GZ et GD Katana est un modèle de motocyclette issu du catalogue du constructeur japonais Suzuki.
Contrairement à la 550, la 650 récupère la transmission secondaire par arbre et cardan de la GS 850 G.
Elle reçoit, en 1982, une fourche antiplongée, puis un carénage tête de fourche l'année suivante.